# كيكوال موسيندي الزهر
كيكوال موسيندي الزهر (الاسم العلمي:Quisqualis mussaendiflora) هي نوع نباتي يتبع جنس الكيكوال من الفصيلة القمبريطية. 